# Sordaria papyricola
Sordaria papyricola är en svampart som beskrevs av Georg Winter 1873. Sordaria papyricola ingår i släktet Sordaria och familjen Sordariaceae.   Inga underarter finns listade i Catalogue of Life.